# Battaglia di Villaviciosa (1710)
La battaglia di Villaviciosa ebbe luogo il 10 dicembre 1710, nell'ambito della guerra di successione spagnola e vide la vittoria dell'esercito franco-spagnolo guidato da Filippo V di Spagna e dal duca di Vendôme contro le forze filo-asburgiche, comandate dal generale Guido von Starhemberg.
La battaglia si svolse all'indomani della decisiva vittoria franco-spagnola a Brihuega contro l'esercito britannico del conte Stanhope e segnò una decisiva vittoria per Filippo V che costrinse le forze filo-asburgiche – ormai ridotte a 6-7 000 uomini – a ritirarsi verso Barcellona, una delle poche città che ancora riconosceva l'autorità dell'arciduca Carlo sul Regno di Spagna.

## Contesto
Dopo le vittorie nella battaglia di Almenara (27 luglio 1710) e di Saragozza (20 agosto), le forze filo-asburgiche che sostenevano l'arciduca Carlo (erede al trono del Sacro Romano Impero) entrarono a Madrid il 21 settembre.
All'inizio di novembre tuttavia l'esercito spagnolo guidato dal marchese di Valdecañas cacciò l'arciduca dalla città, costringendo le sue truppe – che erano divise in due tronconi, uno guidato da von Starhemberg e l'altro da Lord Stanhope - a ritirarsi verso la Catalogna. Le forze britanniche di Stanhope vennero sorprese e sconfitte a Brihuega, il 9 dicembre 1710.
Il generale Starhemberg cercò di intervenire in soccorso di Stanhope, ma trovò l'esercito franco-spagnolo che lo attendeva nei pressi di Villaviciosa.

## La battaglia
Lo scontro iniziò nel pomeriggio e durò fino a mezzanotte circa. I due eserciti disponevano entrambi di 23 pezzi d'artiglieria disposti in tre batterie ma il duca di Vendôme poteva contare su una netta superiorità numerica.
Il marchese di Valdecañas lanciò un attacco di cavalleria costringendo la cavalleria portoghese e la fanteria tedesca a ritirarsi. Gli spagnoli s'impadronirono dei pezzi di artiglieria massacrando le truppe anglo-olandesi.
Il generale von Starhemberg cercò di riorganizzare i suoi uomini e di contrattaccare ma i dragoni francesi respinsero l'attacco e von Starhemberg fu costretto a ritirarsi.

## Conseguenze
Sia Filippo V che l'arciduca Carlo affermarono di aver vinto la battaglia, ma fu Filippo V ad ottenere una vittoria strategica che costrinse von Starhemberg a ritirarsi verso Barcellona con un esercito ormai ridotto a circa 6-7 000 uomini.